# Band Of Skulls
Band Of Skulls er et Rock band fra Storbritannien. Gruppen blev dannet i 2008 i Southampton.
Band Of Skulls er et engelsk alternativt rockband fra Southampton. Gruppen blev dannet i 2008 og sendte i 2009 debutalbummet, "Baby Darling Doll Face Honey", på gaden. Albummet blev produceret af Ian Davenport (Supergrass, Badly Drawn Boy).
Band Of Skulls består af Russell Marsden (guitar, sang), Emma Richardson (bas, kor) og Matt Hayward på trommer og hed tidligere Fleeing New York.
Bandets første single "I Know What I Am" var i udgivelsesugen Free Single Of the Week på Itunes i England. Nummeret var desuden i februar 2010 Record Of The Week hos Fearne Cotton på Radio 1.
Band Of Skulls har desuden bidraget med singlen "Friends" på soundtracket til filmen "Twilight: New Moon".

## Diskografi
- Baby Darling Doll Face Honey (2009)

| Musikgruppe | Spire Denne artikel om en britisk musikgruppe er en spire som bør udbygges. Du er velkommen til at hjælpe Wikipedia ved at udvide den. |